# Esquibien
Esquibien (en bretó An Eskevien) és un municipi francès, situat a la regió de Bretanya, al departament de Finisterre. L'any 2006 tenia 1.556 habitants. El 14 d'agost celebra un fest-noz.

## Demografia
| 1962                                       | 1968  | 1975  | 1982  | 1990  | 1999  |
| ------------------------------------------ | ----- | ----- | ----- | ----- | ----- |
| 2.011                                      | 1.955 | 1.957 | 1.970 | 1.911 | 1.611 |
| Des de 1962: població sense dobles comptes |       |       |       |       |       |

## Administració
| Període   | Identitat      | Partit |
| --------- | -------------- | ------ |
| 2001-2008 | Roger Le Pape  |        |
| 2008-     | Didier Guillon |        |